# Bohemia Interactive
Bohemia Interactive (BI), también conocido como Bohemia Interactive Studio (BIS), es un desarrollador de videojuegos de consola y ordenador independiente con sede en Praga, República Checa. La compañía es dirigida por Marek Španěl, quien también es el cofundador de la misma.
BI es miembro de IDEA Games, una distribuidora y consultora de varios desarrolladores independientes.

## Operation Flashpoint: Cold War Crisis
En 2001, Bohemia Interactive lanzó su primer juego al mercado internacional: Operation Flashpoint: Cold War Crisis. El juego terminaría siendo muy popular y haciendo al desarrollador merecedor de varios premios internacionales. En el European Computer Trade Show de 2001, Bohemia Interactive ganó el premio a "Mejor Desarrollador para PC del Año". Además, Bohemia Interactive recibió el premio a "Estudio Novato del Año" en el Game Developers Conference de 2002.
El juego debut de Bohemia Interactive, distribuido por Codemasters, se convirtió de inmediato en uno de los títulos más vendidos en el Reino Unido, Alemania, Francia, Australia, la República Checa y otros países. Luego de este éxito, Bohemia Interactive preparó una versión especial del juego para los EE. UU. que fue lanzada en septiembre de 2001 y también se convirtió en uno de los juegos más vendidos en ese país.
Luego del lanzamiento de Operation Flashpoint, Bohemia Interactive lanzó dos expansiones tituladas Red Hammer y Resistance, las cuales mejoraron el motor del juego en forma substancial. El equipo de desarrollo continuó trabajando en el juego hasta 2005, proveyendo actualizaciones regulares y parches distribuidos por internet.
Una versión para Xbox de Operation Flashpoint, que incluía tanto la versión original y la campaña Resistance, fue lanzada en noviembre de 2005. Fue publicada bajo el nombre de Operation Flashpoint: Elite.

## Títulos
- Operation Flashpoint: Cold War Crisis (Microsoft Windows) - junio de 2001, renombrado a ARMA: Cold War Assault en junio de 2011.
  - Operation Flashpoint: Gold Edition (Microsoft Windows) - noviembre de 2001.
  - Operation Flashpoint: Resistance (Microsoft Windows) - junio de 2002.
  - Operation Flashpoint: GOTY Edition (Microsoft Windows) - noviembre de 2002.
  - Operation Flashpoint: Elite (Xbox) - octubre de 2005.

- ArmA: Armed Assault (mundial) / ARMA: Combat Operations (EE. UU.) (Microsoft Windows) - noviembre de 2006 (República Checa y Alemania) / febrero de 2007 (Europa) / mayo de 2007 (EE. UU.)
  - ARMA: Queen's Gambit (Microsoft Windows), septiembre de 2007 (Europa)

- ARMA 2 - (Microsoft Windows) junio de 2009.
  - ARMA 2: Operation Arrowhead (Microsoft Windows), junio de 2010.[2]
  - ARMA 2: British Armed Forces DLC (Microsoft Windows) agosto de 2010.
  - ARMA 2: Private Military Company DLC (Microsoft Windows) noviembre de 2010.
  - ARMA 2: Army of the Czech Republic DLC (Microsoft Windows) agosto de 2012.
  - ARMA 2: Firing Range (Android & iOS) julio de 2011.
- Take On Helicopters (Microsoft Windows) octubre de 2011.
  - Take On Helicopters: Hinds DLC (Microsoft Windows) 15 de marzo de 2012.

- Carrier Command: Gaea Mission (Microsoft Windows) septiembre de 2012.[3]
- ARMA Tactics (Microsoft Windows, Android & iOS), mayo de 2013.
- ARMA 3 (Microsoft Windows), septiembre de 2013.
- Vigor (PlayStation 4, Xbox One, Nintendo Switch, PlayStation 5), julio de 2018
- ARMA Reforger (Microsoft Windows) (Xbox Series X) Mayo de 2022

### En desarrollo
- ARMA 4
- DayZ (Microsoft Windows) TBA[4][5]
- Take On Mars (Microsoft Windows) TBA

## Bohemia Interactive Simulations
Bohemia Interactive Australia se fundó como un estudio derivado de BI por David Lagettie para trabajar en un simulador de entrenamiento militar especial llamado VBS1, cuyo desarrollo comenzó en diciembre de 2001. Luego de un extensivo periodo de prueba y uso en el campo (en cooperación con el Cuerpo de Marines de los Estados Unidos), VSB1 se publicó en el otoño de 2002 para clientes calificados del gobierno de Estados Unidos y organizaciones militares. El 21 de mayo de 2004, VBS1 fue lanzado al público con distribución limitada. El 14 de agosto de 2004 fe lanazado en América del Norte, con su distribución a cargo de Coalescent Technologies.

### Programas de entrenamiento desarrollados
- VBS1 (Windows) - noviembre de 2006 - 2002, 2004 (a nivel mundial)
- VBS2 (Windows) - abril de 2007 (a nivel mundial)

## Servicios para profesionales
El estudio opera varias instalaciones de captura de movimiento de punta con tecnología proveída por Motion Analysis y Vicon, escáneres Vivid-900 3D de Minolta y cámaras RED One con juegos completos de lentes, iluminación y equipo de computación complementario.
Esta tecnología está disponible para terceros y ha sido usada tanto para proyectos del estudio como externos (e.g. Wanted, Universe at War: Earth Assault, Assassin's Creed II).
Además, BI ofrece datos de salida de su excepcional software LINDA, el cual es utilizado para generar modelos en 3D de árboles y arbustos ajustados específicamente para simulaciones en tiempo real y videojuegos (cada modelo incluye múltiples niveles de detalle).